# Славин, Марк Моисеевич
Марк Моисеевич Славин (11 апреля 1923 года, Екатеринослав, Украинская ССР, Советский Союз — 17 мая 2014 года, Москва, Российская Федерация) — советский и российский учёный-правовед, кандидат юридических наук, доцент, ведущий научный сотрудник сектора теории конституционного права Института государства и права РАН. Участник Великой Отечественной войны.
Внёс научный вклад в развитие истории отечественного государства и права и конституционного права. Вёл активную редакторскую деятельность, более пятидесяти лет руководил редакционным отделом Института государства и права РАН. Под редакцией Марка Славина были изданы работы ведущих советских и российских правоведов.

## Биография
Марк Славин родился в апреле 1923 года в городе Екатеринославе Украинской ССР в еврейской семье. Поступил в Уральский медицинский институт в городе Свердловске (ныне Екатеринбург), где проучился три курса, но в марте 1942 года был призван в ряды Рабоче-крестьянской Красной Армии.

### Великая Отечественная война
Во время войны работал в медсанбате, был связистом. Служил корреспондентом фронтовой дивизионной газеты «На защиту Родины», а также военной газеты «За победу». Участвовал в Сталинградской битве, как работник медсанбата вынес одиннадцать бойцов и командиров вместе с оружием с поля боя. Публиковал стихи о боевых подвигах советских войск. Написал песню «Наша гвардейская», которая пользовалась большой популярностью среди солдат его подразделения.
При штурме Берлина ему было присвоено звание гвардии лейтенанта. Как военный корреспондент присутствовал при подписании акта капитуляции Германии в Карлсхорсте. За участие в войне был награждён рядом наград за пропагандистскую деятельность и боевые подвиги. Марк Славин особенно дорожил медалью «За отвагу», которая однажды спасла ему жизнь, задержав пулю и не дав ей достичь сердца. Войну закончил в Берлине.

### Дальнейшая жизнь
После окончания войны поступил в Военно-юридическую академию РККА, которую окончил с золотой медалью в 1950 году. Работал редактором в Воениздате, старшим редактором одного из журналов Министерства обороны.
Служил в Москве, Туркестанском военном округе, а также на Камчатке, вышел в отставку в 1967 году. В начале 1950-х годов Марк Славин учился в адъюнктуре Военно-юридической академии Советской Армии, а в мае 1968 года он поступил на работу в Институт государства и права Академии наук Советского Союза.
В 1972 году защитил кандидатскую диссертацию на тему «Революционные военные Советы в годы Гражданской войны» в Институте государства и права Академии наук Советского Союза. В том же году Славин создал журналистскую организацию Института государства и права и авторов журнала «Советское государство и право».
Работал младшим, старшим, а затем и ведущим научным сотрудником Института государства и права Академии наук СССР, а затем и России. Марк Славин был членом Союза журналистов Москвы. За свою профессиональную деятельность был удостоен звания Заслуженный юрист России, являлся академиком Международной академии информатизации.
Марк Моисеевич Славин умер 17 мая 2014 года в Москве.

## Научная деятельность
Марк Моисеевич Славин внёс значительный вклад в научную деятельность. Сферами его научных интересов были отечественная история государства и права и конституционное право Советского Союза. В 1974 году Славин опубликовал монографию по теме своей кандидатской диссертации (Реввоенсоветы в 1918—1920 годах). Вместе с доктором юридических наук Виктором Петровичем Портновым опубликовал ряд монографий на темы правовой истории Советской Армии, конституционного законодательства Советского Союза, а также правосудия в Советской России. Опубликовал более двухсот статей.
После 1975 года участвовал в международных конференциях в Великобритании, Германии, Венгрии, Польше, Болгарии, работы Славина публиковались Венгрии, Болгарии и Польше.
Марк Моисеевич пятнадцать лет проработал в Академическом правовом университете при Институте государства и права РАН, где преподавал историю государства и права России, а также дисциплину «Россия в XX веке». Имел учёное звание доцента.

## Издательская и редакторская деятельность
Свою редакторскую деятельность Марк Моисеевич Славин начал ещё будучи сотрудником военного издательства, а затем и журнала Министерства обороны СССР. В 1970 году он возглавил только что созданный редакционный отдел Института государства и права Академии наук Советского Союза. В 1971 году впервые был издан сборник научных статей «Проблемы государства и права». Славин уделял большое внимание работам молодых учёных, которые занимали значительно место в публикациях, издаваемых его редакционным отделом.
Инициировал издание книжной серии «Беседы о Конституции СССР», посвящённой принятию и содержанию Конституции СССР 1977 года.
По инициативе Марка Славина был издан ряд брошюр «Беседы о советском законе», к созданию которых были привлечены ведущие советские правоведы Б. Н. Топорнин, В. В. Лаптев, В. С. Нерсесянц, О. Е. Кутафин и других, сам Славин выступил их редактором. Позже эти труды были переизданы издательством «Московский рабочий» многотысячными тиражами.
В 2006 году вместе с академиком Андреем Геннадьевичем Лисицыным-Светлановым и доктором юридических наук Юрием Леонидовичем Шульженко добился издания нового научного журнала «Труды Института государства и права РАН», был членом редакционной коллегии журнала.
Марк Славин выступал редактором научных трудов многих академиков и членов-корреспондентов Российской академии наук. Под редакцией Марка Славина вышло более чем трёхсот монографий, сборников и иных научных изданий. Принимал участие в редактировании законопроектов, направленных на рассмотрение в Верховный Совет Советского Союза и Государственную думу Российской Федерации.

## Награды
Награды за участие в Великой Отечественной войне
- Ордена Отечественной войны I и II степени (1945)[3]
- Медаль «За боевые заслуги» (1943)[4]
- Медаль «За отвагу» (1943)[3]

Негосударственные награды за профессиональную деятельность
- Медаль «За заслуги в развитии информационного общества»[2]
- Медаль «Элита информационного мира»[2]
- Дважды лауреат международного конкурса «Элита информациологов мира»[2]

## Публикации

### Монографии
- Славин М.М. Реввоенсоветы в 1918-1920 годах. — Москва: Наука, 1974. — 144 с.
- Портнов В.П., Славин М.М. Этапы развития Советской Конституции / Топорнин Б.Н. — Москва: Наука, 1982. — 310 с.
- Портнов В.П., Славин М.М. Правовые основы строительства Красной Армии, 1918-1920 годах / Скрипилев Е.А. — Москва: Наука, 1985. — 288 с.
- Портнов В.П., Славин М.М. Становление и развитие конституционного законодательства Советской России, 1917-1920 годах / Топорнин Б.Н. — Москва: Наука, 1987. — 251 с.
- Портнов В.П., Славин М.М. Становление правосудия Советской России (1917-1922 гг.) / Боботов С.В. — Москва: Наука, 1990. — 165 с.

### Учебные пособия
- М. М. Славин. Создание Красной Армии, 1918 год. — Москва: Институт государства и права РАН, 2010. — 83 с.